# Шпил (морски термин)
Шпил е механизъм на плавателен съд (кораб) от типа „колело и ос“ с вертикална ос на въртене, който служи за изтегляне на котвената верига от водата. Използва се също за швартовните операции, обиране на въжета, преместване на товар, вдигане на тралове, риболовни мрежи и т.н. Понякога се използва в смисъл на кабеста́н. Средният срок на служба на шпила съставлява 25 години.
Двоен шпил – шпил с два барабана на един балер, разположени по вертикала. Използването на двойния шпил позволява да се икономиса полезна площ на бака.
Отпусни шпила! – команда, по която барабанът на шпила трябва да се разсъедини от шпиндела.
Шпилите се разграничават по типа на задвижване – ръчни, парни, електрически и хидравлични.
Най-голямото натоварване върху шпила е при откъсването на котвата от грунта.

## Видове
Одинарен шпил (Capstan) – механизъм със собствено задвижване, имащ зъбчатка (звезда) с вертикална ос на въртене.
Съединен шпил (Coupled capstan) – механизъм със собствено задвижване, състоящ се от два одинарни шпила, имащи общ редуктор или самостоятелни редуктори, кинематично съединени помежду си.
Швартовен шпил (Mooring capstan) – механизъм със собствено задвижване, имащ барабан с вертикална ос на въртене, осигуряващ обирането (натягане) на швартовния канат (въже).
Одинарен котвено—швартовен шпил (Vertical shaft windlass) – механизъм със собствено задвижване, имащ звезда (зъбчатка) и барабан, които са разположени на една вертикална ос.
Съединенен котвено—швартовен шпил (Coupled anchor—mooring capstan) – механизъм със собствено задвижване, состоящ се от два одинарни котвено—швартовни шпила, имащи общ редуктор или самостоятелни редуктори, кинематично съединени помежду си.
Еднопалубен шпил (One—deck capstan) – котвено—швартовен или швартовен шпил, при който всички конструктивни части са монтирани на една палуба. Задвижването може да бъде разположено под или над палубата.
Двупалубен шпил (Double—deck capstan) – котвено—швартовен или швартовен шпил, при който задвижването е разположено на палубата, намираща се под палубата, където са разположени звездата (зъбчатката) и/или барабана на шпила.

## Конструкция
Шпила на дървените ветроходни съдове се състои от дървено свободновъртящ се вертикален барабан насаден на вертикален вал, изтъняващ към средата на височината му и хоризонтални дръжки (вимбовки), набити в отвори на горната част на шпила.
Днес шпилите се правят от чугун. Основно имат универсална конструкция, както за обирането на канатите, така и за веригите, който има допълнителни специални гнезда в долната част на барабана за отделните звена на веригата. За натягането на въжения канат шпила се прави от два вертикални барабана, въртящи се в обратни посоки от задвижващото ги зъбно колело, поместено между тях. Барабаните имат канали по окружността, на които каната се навива във вид на осморка.
Управлението на шпила е дистанционно от стационарен пулт за управление, в отделно помещение, при котвен и швартовен режим или от палубата на надстройките, от външен пост за управление, чрез преносим пулт в швартовен режим.
Основни елементи на шпила
- Палгун – фундамент на шпила, закрепен към палубата и имащ по окръжността зъбна рейка, по която се движи пал (застопоряващ палец) при въртенето на шпила.
- Балер на шпила – кован или отлят монолитен вал, предназначен за завъртане на барабана на шпила.
- Степс – гнездо в палубата, в което е поставен балера на шпила.
- Велпи (Велпси) – надлъжни издатини (ребра) на барабана на шпила, препятстващи плъзгането на въжетата, обвиващи барабана, при обирането им.
- Вимбовка – дървена или метална дръжка, служеща за ръчно въртене на шпила. Вимбовките се поставят в четириъгълни гнезда (шпилгати) в главата на шпила.
- Пал – метален подвижен палец, служещ като стопор. Пала препятства въртенето на шпила в обратната посока.
- Палгед – долната част на балера на шпила, на която се насаждат подвижните стопори (паловете).
- Турачка – барабан за обиране (натягане, навиване) на швартовите въжета при швартовка, поставе на края вала на шпила.
- Шпилови машини – парното, електрическото, механичното или хидравличното задвижване на шпила.

Конструкция на съвременен хидравлично котвено-швартовен шпил
- Херметичен корпус – вътре се намират: планетарен редуктор; дискова спирачка; зъбна помпа; хидроцилиндър за вдигане-спускане на турачката, чийто корпус едновременно е и балер; датчик за дължината на отпуснатата верига;
- Хидромотор;
- Котвена звезда със спирачен шкив (улей, канал);
- Турачка;
- Въжена спирачка;
- Хидрокомпенсатор.